# 1996 VT5
1996 VT5 är en asteroid i huvudbältet som upptäcktes den 14 november 1996 av den japanska astronomen Takao Kobayashi vid Ōizumi-observatoriet.
Den tillhör asteroidgruppen Vesta.